# Messe I.X-VI.X
Messe I.X-VI.X es el noveno álbum del grupo noruego de rock experimental Ulver, editado en 2013 por el sello Kscope.

## El álbum
Ulver fue comisionado en 2012 por la Tromsø Kulturhus (Casa de la Cultura) de Noruega, para componer e interpretar una misa. Con ayuda y asesoramiento adicionales del compositor Martin Romberg, y los compositores contemporáneos Ole-Henrik Moe y Kari Rønnekleiv, Messe IX-VI.X fue compuesta e interpretada por primera vez en vivo por Ulver, junto con la Orquesta de Cámara Tromsø, el 21 de septiembre de 2012.
La banda luego llevó las grabaciones al estudio Crystal Canyon, en Oslo, y pasó el invierno y la primavera en posproducción, puliendo el material para su edición final.
Este trabajo ha sido descrito como "una misa por la paz del Líbano".

## Lista de canciones
| N.º | Título                                                              | Duración |  |
| 1.  | «As Syrians Pour In, Lebanon Grapples with Ghosts of a Bloody Past» | 11:50    |  |
| 2.  | «Shri Schneider»                                                    | 5:34     |  |
| 3.  | «Glamour Box (Ostinati)»                                            | 6:10     |  |
| 4.  | «Son of Man»                                                        | 8:23     |  |
| 5.  | «Noche oscura del alma»                                             | 5:25     |  |
| 6.  | «Mother of Mercy»                                                   | 7:22     |  |

## Personal
- Jørn H. Sværen
- Kristoffer Rygg
- Ole Alexander Halstensgård
- Tore Ylwizaker

Orquesta adicional
- Tromsø Chamber Orchestra